# Marek Wróbel (malarz)
Marek Wróbel (ur. 1956 w Gdańsku) – polski malarz.

## Życiorys
Studiował na Wydziale Malarstwa w Państwowej Wyższej Szkole Sztuk Plastycznych w Gdańsku (od 1996 r. Akademia Sztuk Pięknych w Gdańsku), początkowo w pracowni prof. Władysława Jackiewicza i prof. Hugona Laseckiego. Dyplom obronił w 1984 r. w pracowni profesora Kiejstuta Bereźnickiego. 
W 1994 r. w TVP Gdańsk, w ramach cyklu filmów dokumentalnych o artystach „Żyć kolorowo”, powstał film pt. Marek i Marek, którego tematem był pokaz plenerowy z Markiem Modelem.
Prace Marka Wróbla znajdują się w licznych kolekcjach w kraju i zagranicą.

## Wybrane wystawy
- 1985 - Galeria Dyplomantów, Gdańsk
- 1989 - Galeria 85, Gdańsk
- 1991 - Galeria u Literatów, Gdańsk
- 1992 - Karlskrona, Szwecja
- 1993 - BWA, Koszalin
- 1994 - Teatr Miejski, Gdynia
- 1994 - Galeria EL, Elbląg
- 1996/1997 - Galeria Jadwigi Bocho-Kokot, Zielona Góra
- 1998 - Galeria Triada, Sopot
- 1999 - „Nie na temat”, Muzeum w Lęborku (z Janem Miśkiem)
- 1999 - Mała Galeria WBP, Gdańsk (z Danutą Joppek)
- 2000 - Galeria Triada, Sopot
- 2000 - Galeria Szalom, Kraków (z Janem Miśkiem)
- 2000 - Galeria Arkada, Gdańsk (z Janem Miśkiem)
- 2001 - Herbaciarnia w Spichlerzu, Muzeum Ziemi Pomorskiej, Słupsk
- 2002 - Muzeum Ziemi Rawickiej, Rawicz
- 2002 - MKT „Plama”, Gdańsk
- 2002 - Muzeum Morskie, Gdańsk
- 2002 - „Zwierzaki Wróbla i Miśka”, Galeria Portal, Gdańsk
- 2003 - wystawa malarstwa Via Medica, Gdańsk
- 2004 - „Wróbel w Trójmieście” cykl wystaw z okazji 20-lecia pracy twórczej, Galeria 78 Gdynia, Sopot, Gdańsk, Miejski Ośrodek Kultury, Słubice, Galeria J.B.-Kokot, Zielona Góra
- 2004 - Galeria PII, Filadelfia, USA
- 2005 - Cafe Academia, Gdańsk
- 2005 - Galeria Pod Dachem Nieba, Ciechocinek (z Wilgą Badowską)
- 2006 - Miejskie Centrum Kultury, Salon Wystaw, Aleksandrów Kujawski
- 2007 - „Kadry morskie”, PGS, Galeria Triada, Sopot
- 2007 - „Format”, Klub Plama, Gdańsk
- 2007 - Kadry morskie c.d. Klub Piano Sopot
- 2008 - „W lesie nad morzem” Wyspa Skarbów, Sobieszewo
- 2009 - „Twórczość język uniwersalny” Galeria Pionova Gdańsk, Fabryka Sztuk Tczew
- 2010 - „Inspiracje muzyczne” Galeria Szalom, Kraków
- 2011 - Malarstwo - „Sztuka na Piętrze” Galeria Olsztyn
- 2011 - Twórczość język uniwersalny - Centrum Światowid Elbląg
- 2011 - Obrazy z muzyki i tańca - Filharmonia Bałtycka
- 2011 - Ikony - Dom Aktora - Gdańsk
- 2012 - Morze - Galeria Stodoła, Rozewie
- 2012 - Malarstwo - Galeria u Jadźki, Zielona Góra
- 2012 - Papiery / rolety / kartony - Galeria Świętojańska Gdańsk
- 2013 - Malarstwo - Galeria Zum, Elbląg
- 2013 - Inspiracje – Dom Aktora, Gdańsk
- 2013 - Otwarte ogrody - Milanówek
- 2013 - Malarstwo – Nowohuckie Centrum Kultury, Kraków
- 2014 - 30 lecie twórczości Dworek Sierakowskich, ZPAP Gdańsk
- 2015 - Park Naukowo-Technologiczny, Gdańsk
- 2016 - Galeria Na miejscu, Gdańsk
- 2016 - Galeria Wspólna, Bydgoszcz
- 2017 - Galeria110, Iława
- 2018 - Strefa Inspiracji, Gdańsk
- 2018 - Kostrzyńskie Centrum Kultury, Kostrzyn nad Odrą

## Nagrody, stypendia, wyróżnienia
- II nagroda „Cztery Pory Roku - Lato” w Szczecinku (1997)
- Stypendium twórcze Marszałka Województwa Pomorskiego (2004, 2007, 2009, 2014, 2019)
- Nominacja do Pomorskiej Nagrody Artystycznej (2009)
- Nagroda Prezydenta Miasta Gdańska w Dziedzinie Kultury z okazji jubileuszu 25-lecia pracy artystycznej (2009)[2]
- Nagroda Prezydenta Miasta Gdańska w Dziedzinie Kultury z okazji jubileuszu 35-lecia pracy twórczej (2019)[2]